# Eozygiella compacta
Eozygiella
Genre
Espèce
Eozygiella compacta, unique représentant du genre Eozygiella, est une espèce fossile d'araignées aranéomorphes de la famille des Araneidae.

## Distribution
Cette espèce a été découverte dans de l'ambre de la mer Baltique. Elle date du Paléogène.

## Publication originale
- (en) Wunderlich, 2004 : The fossil spiders (Araneae) of the families Tetragnathidae and Zygiellidae n. stat. in Baltic and Dominican amber, with notes on higher extant and fossil taxa. Beiträge zur Araneologie, vol. 3, p. 899–955.